# Aukena
Aukena – wyspa z grupy Wysp Gambiera na Oceanie Spokojnym, w Polinezji Francuskiej. Aukena położona jest około 5 km na południowy wschód od największej wyspy archipelagu Mangarevy.
Zamieszkana przez Polinezyjczyków w liczbie 25 stałych mieszkańców (2017), jej powierzchnia to 1,35 km². Na wyspie nie ma żadnych miejscowości.